# Sunagocia
Genre
Sunagocia est un genre de poissons de la famille des Platycephalidae.

## Liste d'espèces
Selon World Register of Marine Species (3 novembre 2020) :
- Sunagocia arenicola (Schultz, 1966) - espèce type
- Sunagocia carbunculus (Valenciennes, 1833)
- Sunagocia omanensis Knapp & Randall, 2013
- Sunagocia otaitensis (Cuvier, 1829)
- Sunagocia sainsburyi Knapp & Imamura, 2004

## Galerie

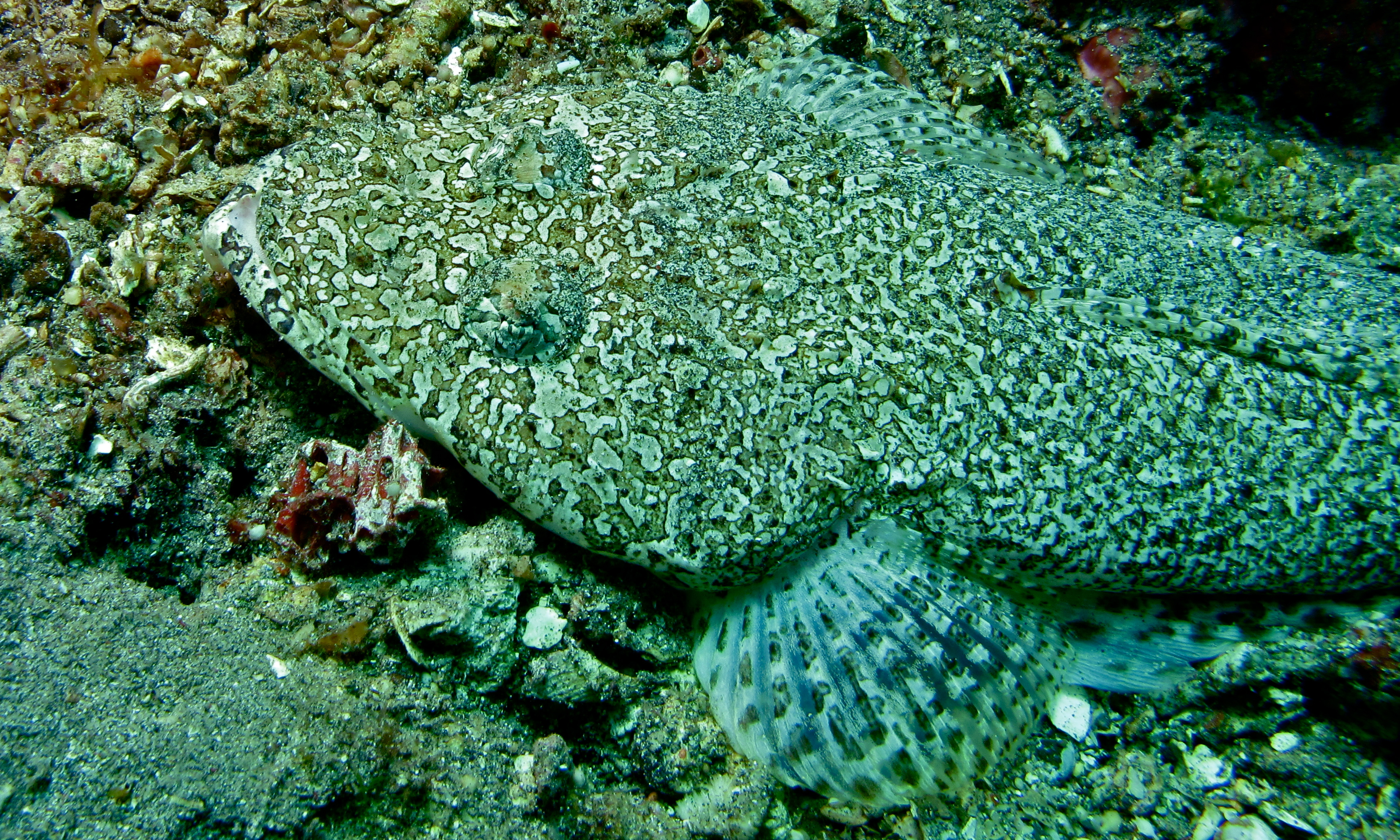
Sunagocia arenicola.
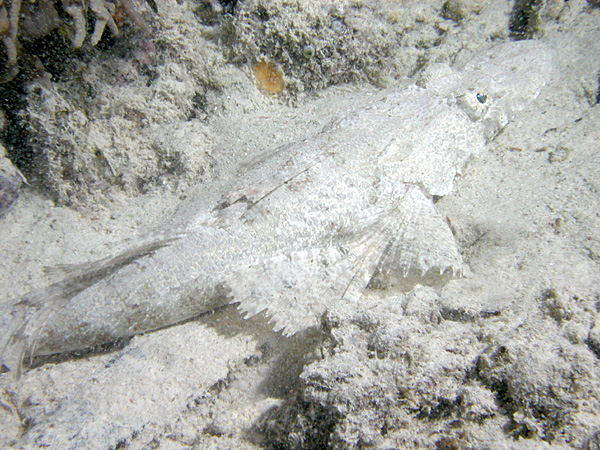
Sunagocia otaitensis.

## Étymologie
Le nom du genre Sunagocia dérive de « sunagochi », le nom vernaculaire japonais de l'espèce type, Sunagocia arenicola, et qui signifie « poisson des sables à tête plate ». Ce nom a, par ailleurs, l'avantage de conserver le suffixe « ocia » utilisé pour d'autres genres similaires tels que Inegocia ou encore Onigocia.

## Publication originale
- (en) Hisashi Imamura, « Sunagocia, a Replacement Name for the Platycephalid Genus Eurycephalus (Actinopterygii : Percomorpha), with Taxonomic Comments on the Species of the Genus », Species Diversity, The Japanese Society of Systematic Zoology (d), vol. 8, no 3,‎ 2003, p. 301-306 (ISSN 1342-1670 et 2189-7301, DOI 10.12782/SPECDIV.8.301, lire en ligne).